# Ü-Tsang
Ü-Tsang (tibetano: དབུས་གཙང་; en chino tradicional, 衛藏; en chino simplificado, 卫藏; pinyin, Wèizàng), o Tsang-Ü, es una de las tres provincias tradicionales de Tíbet (las otras son Amdo y Kham). Geográficamente, Ü-Tsang cubre los sectores central y occidental de la zona cultural tibetana, e incluye el Brahmaputra (Tsang-po (Gtsang-po)), los distritos occidentales que rodean y se extienden más allá del monte Kailash, y gran parte de la inmensa meseta Tibetana (Chang Tang (Byang-thang)). La frontera sur de Ü-Tsang está delimitada por el Himalaya. En el presente, la Región Autónoma del Tíbet se sitúa aproximadamente en la región que antaño ocupaban Ü-Tsang y la parte occidental de Kham.
Ü-Tsang se formó por la fusión de dos de los centros de poder más antiguos: Ü (Dbus), en Tíbet central, controlado por la secta budista tibetana Gelukpa (el Dge-lugs-pa) bajo los primeros dalái lamas, y Tsang (Gtsang), que se extendía desde Gyantse (Rgyang-rtse) hacia el oeste y era controlada por la secta rival Sakyapa (Sa-skya-pa). Las victorias militares del poderoso quinto dalái lama consolidaron el poder sobre la región en el siglo XVII. 
Ü-Tsang es el centro cultural de los tibetanos. Los sucesivos dalái lamas han gobernado el Tíbet desde los palacios de Potala y Norbulingka, ambos ubicados en Lhasa. El templo de Jokhang, quizás el templo más sagrado del budismo tibetano, también se encuentra allí. En Lhasa se habla un dialecto del idioma tibetano que a su vez se emplea como lingua franca en Ü-Tsang.
- Datos: Q330785
- Multimedia: Ü-Tsang / Q330785